# ガチョン太朗
ガチョン太朗（ガチョンたろう、1971年10月29日 - ）は、日本の元漫画家。血液型はO型。

## 経歴
1990年、「虫さされに木工用ボンド」で第2回GAGキング残念賞を受賞。1991年、『週刊少年ジャンプ 1991年 Autumn Special』(集英社)に「大相撲刑事」が掲載され、デビュー。増刊・本誌の読み切り掲載を経て、1992年、『週刊少年ジャンプ』で「大相撲刑事」を連載。特技はエレキギター。
大相撲刑事の連載が終了した後は連載を持たず、読み切り作品を数作発表して活動を休止した。

## 作品リスト
- 大相撲刑事
  - 週刊少年ジャンプ 1991年 Autumn Special　『大相撲刑事』全1巻収録
  - 週刊少年ジャンプ 1992年 14号、単行本未収録
  - 週刊少年ジャンプ 1992年 40号 - 49号、全1巻
- 大相撲教師 (週刊少年ジャンプ 1992年 Winter Special、単行本未収録)
- きわめみち 息子の帰還 (週刊少年ジャンプ 1993年 Spring Special、単行本未収録)
- メンチバカ 政の憂鬱(週刊少年ジャンプ 1993年 Autumn Special、単行本未収録)